# NGC 24
NGC 24は、ちょうこくしつ座の方角にある渦巻銀河である。1785年10月27日にウィリアム・ハーシェルによって発見された。

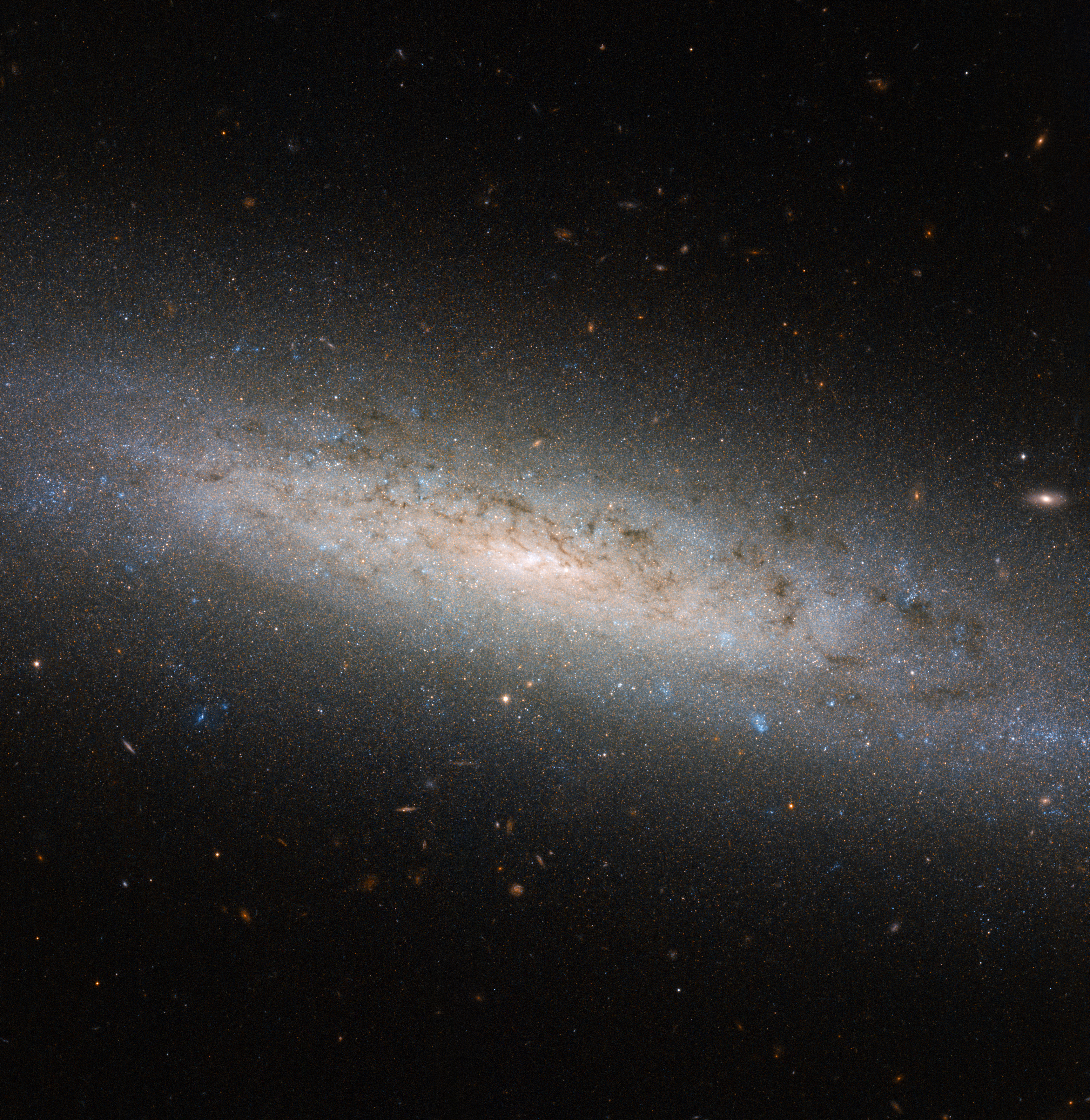
NGC 24(ハッブル宇宙望遠鏡)